# Howling, For the Nightmare Shall Consume
Howling, For the Nightmare Shall Consume (traducido como Aullando, porque la pesadilla consumirá) es el décimo álbum de estudio de la banda de metalcore Integrity. 
Fue lanzado el 14 de julio del 2017, por Relapse Records, en diversos formatos de vinilo, descarga digital, CD y casete.

## Listado de canciones
| N.º | Título                                     | Duración |  |
| 1.  | «Fallen to Destroy»                        | 1:20     |  |
| 2.  | «Blood Sermon»                             | 2:55     |  |
| 3.  | «Hymn for the Children of the Black Frame» | 2:16     |  |
| 4.  | «I Am the Spell»                           | 2:55     |  |
| 5.  | «Die With Your Boots On»                   | 2:58     |  |
| 6.  | «Serpent of the Crossroads»                | 6:40     |  |
| 7.  | «Unholy Salvation of Sabbaticai Zevi»      | 7:24     |  |
| 8.  | «7 Reece Mews»                             | 6:56     |  |
| 9.  | «Burning Beneath the Devils Cross»         | 3:03     |  |
| 10. | «String Up My Teeth»                       | 4:18     |  |
| 11. | «Howling, for the Nightmare Shal Consume»  | 6:45     |  |
| 12. | «Viselle de Drac»                          | 5:00     |  |
| 13. | «Entartete Kunst»                          | 1:03     |  |
| 14. | «Deathly Fighter»                          | 3:59     |  |

## Créditos
| Banda - Dwid Hellion – voces, diseño - Domenic Romeo – guitarra principal, guitarra rítmica, lap steel, sitar, bajo, órgano, ruido Producción - Kevin Bernsten – grabación, producción, ingeniero de sonido - Brad Boatright – masterización - Jimmy Hubbard – fotografía | Invitados - Joshy Brettell – batería, percusión - Greta Thomas – violín (tracks 7, 12) - Tony Hare – guitarras (track 5) - Deacon Douglas Williams – coros (track 10) - Monique Harcum – coros (track 10) - Le Mabuse Kaiser – coros (track 13) - Randy Uchida – compositor (track 14) - Damien Romeo – compositor, coros (track 12) - Evelyn Romeo – coros (track 12) - Reagan Romeo – coros (track 12) - Lenore McLimans – coros (track 12) - Lucien Jack McLimans – coros (track 12) - Roxanne Lichtenstein – coros (track 12) |